# Niue als Jocs de la Commonwealth
Niue ha competit fins a sis vegades als Jocs de la Commonwealth fins a la data, en els anys 2002, 2006, 2010, 2014, 2018 i 2022.

## Recompte de medalles
|      | 1 | 2 | 3 | Total |
| ---- | - | - | - | ----- |
| Niue | 0 | 0 | 1 | 1     |

| Jocs            | Or | Plata | Bronze | Total |
| --------------- | -- | ----- | ------ | ----- |
| Manchester 2002 | 0  | 0     | 0      | 0     |
| Melbourne 2006  | 0  | 0     | 0      | 0     |
| Delhi 2010      | 0  | 0     | 0      | 0     |
| Glasgow 2014    | 0  | 0     | 0      | 0     |
| Gold Coast 2018 | 0  | 0     | 0      | 0     |
| Birmingham 2022 | 0  | 0     | 1      | 1     |
| Total           | 0  | 0     | 1      | 1     |

## Història
Niue va participar per primer cop en l'edició dels Jocs de la Commonwealth de 2002, celebrada a Manchester, Anglaterra amb un equip d'atletes de les categories de boxa, atletisme, rugbi a 7 i tir.

## Llista de medallistes
| Medalla | Nom                      | Jocs            | Esport | Categoria          |
| ------- | ------------------------ | --------------- | ------ | ------------------ |
| Bronze  | Duken Tutakitoa-Williams | Birmingham 2022 | Boxa   | Pes pesant masculí |